# Карла Авелар
Карла Авелар (7 січня 1978, Сальвадор) — трансгендерна активістка із Сальвадору. За життя отримала декілька погроз вбивства і вижила під час замахів на неї. Вперше її намагалися вбити у 1992 коли вона була ще підлітком.

## Нагороди
Карла отримала нагороду Martin Ennals Award.